# Pelit
Pelit (griechisch pelos „Ton, Schlamm“) ist die Bezeichnung für feinklastische Sedimentgesteine mit Korngrößen unter 0,02 mm (Ton bis Mittelschluff). Der Begriff kann zwar prinzipiell materialunabhängig verwendet werden, in der Praxis wird er jedoch fast ausschließlich auf klastische Silikatgesteine angewendet. Er ist daher weitgehend gleichbedeutend mit dem Begriff Tonstein.
Im Fall einer Metamorphose erhalten Pelite die Vorsilbe Meta-. Beispiele für solche Metapelite sind Phyllit und Glimmerschiefer.
Von den feinklastischen Peliten werden die mittelklastischen (Psammite) und die grobklastischen (Psephite) unterschieden. Auch die Begriffe Psammit und Psephit werden in der Regel fast ausschließlich für klastische Silikatgesteine verwendet. In der Karbonatpetrographie werden sehr viel häufiger die Begriffe Lutit, Siltit, Arenit und Rudit zur Beschreibung oder Benennung von Gesteinen nach Korngrößen benutzt. Alternativ zum Schema Pelit/Psammit/Psephit zur Benennung von siliziklastischen Sedimentgesteinen nach Korngrößen werden die Begriffe Tonstein, Siltstein, Sandstein, Konglomerat oder Brekzie angewendet.